# Anita Berisha
Anita Berisha (* 30. Januar 1986 in Požega) ist eine kroatische Schauspielerin.   Ihre erste große Rolle bekam sie im Fernsehen als Petra Novak in der Seifenoper Zabranjena ljubav, welche sie von 2004 bis 2006 und dann wieder von 2007 bis 2008 verkörperte. Des Weiteren hatte sie eine Nebenrolle in der Sitcom Bibin svijet. Für eine kurze Zeit studierte Berisha an der Universität Zagreb Rechtswissenschaften, ehe sie auf Wirtschaftswissenschaften wechselte. Inzwischen arbeitet sie beim kroatischen Privatsender Nova TV im Büro.

## Filmografie
Fernsehrollen
- 2004–2006, 2007–2008: Zabranjena ljubav
- 2010: Bibin svijet
- 2010: Kinder surprise memori kviz
- 2010: Dog stories memori kviz

Filmrollen
- 2010: Smash